# Хавиер Сотомайор
Хавиер Сотомайор Санабрия (на испански: Javier Sotomayor Sanabria) е кубински лекоатлет, световен рекордьор в дисциплината скок на височина.
Световният рекорд (2,45 м) поставя на 23 юли 1993 в Саламанка, Испания.
Сотомайор е държател и на настоящия световен рекорд в скока на височина на закрито – 2,43 м, поставен на 4 март 1989 в Будапеща.